# Матч за звание чемпиона мира по международным шашкам среди женщин 1982
Матч за звание чемпиона мира по международным шашкам среди женщин 1982 года прошёл с 10 по 27 августа в Москве, СССР. В матче участвовали представительницы советской шашечной школы:
- чемпионка мира 1981 года Ольга Левина (тренер: Зиновий Цирик)
- претендент, экс-чемпионка 1980 года Елена Альтшуль (секунданты и тренеры: Александр Могилянский, Ирина Пашкевич, Михаил Кац).

Матч состоял из 12 партий. Досрочно, за два тура, и с итоговым счетом 14:10 победила 18-летняя минская шашистка и стала двукратной чемпионкой мира.

## Таблица
| Место | Участник       | Страна | 1 | 2 | 3 | 4 | 5 | 6 | 7 | 8 | 9 | 10 | 11 | 12 | очки |
| ----- | -------------- | ------ | - | - | - | - | - | - | - | - | - | -- | -- | -- | ---- |
| 1     | Елена Альтшуль | СССР   | 1 | 1 | 1 | 1 | 2 | 1 | 2 | 2 | 0 | 1  | 1  | 1  | 14   |
| 2     | Ольга Левина   | СССР   | 1 | 1 | 1 | 1 | 0 | 1 | 0 | 0 | 2 | 1  | 1  | 1  | 10   |